# Крутец (приток Сестры)
Круте́ц — река в Московской и Тверской областях России, левый приток Сестры.
Протекает по Верхневолжской низменности в северо-восточном направлении по территории городского округа Клин и Конаковского района.
Длина — 23 км (по другим данным — 20 км), площадь водосборного бассейна — 166 км², в пределах Московской области — 6 км, где течёт в окружении сильно заболоченных смешанных лесов и спрямлена каналом.
Берёт начало у деревни Малая Борщёвка, впадает в Сестру в 20 км от её устья, ниже деревни Ступино, на высоте 113,7 метра над уровнем моря. Ширина реки в нижнем течении — 6—8 метров, глубина — 0,3—0,9 м, дно вязкое, скорость течения — 0,1 м/с.
Питание в основном происходит за счёт талых снеговых вод. Замерзает обычно в середине ноября, вскрывается в середине апреля:7—8. Имеет правый приток — реку Малаховку.
На реке расположены населённые пункты Малая Борщёвка, Задний Двор, Тарлаково, Крутец, Ручьи, Данилово, Уразово, Захарово и Рябиково.